# Brzękusie
Brzękusie (ang. Clangers; 1969-1972, 1974, 2015-dzisiaj) – brytyjski serial dla dzieci emitowany w CBeebies i BBC Two.
Polska premiera odbyła się 7 września 2015 roku w stacji CBeebies.

## Opis
Wścibscy, różowi, myszopodobni kosmici wracają w nowej odsłonie serialu z lat 70. Brzękusie to małe i niezwykle sympatyczne stworzenia. Żyją na odległej, pokrytej kraterami planecie, gdzie przeżywają wiele przygód. W każdym odcinku pojawia się problem do rozwiązania, powstaje wynalazek, dochodzi do odkrycia i spotkania z nową postacią. Seria skierowana jest do nieco młodszego widza niż oryginalne odcinki. Zachowuje jednak ich ciepły, nieco ekscentryczny nastrój, a przy tym nie brakuje w niej muzyki i koloru.

## Wersja Polska

### Seria I
Czytał: Tomasz Przysiężny
Opracowanie wersji polskiej: Studio Tercja Gdańsk dla Hippeis Media International

### Seria II
Opracowanie i udźwiękowienie wersji polskiej: dla Hippeis Media International – Studio Sonica
Reżyseria: Miriam Aleksandrowicz
Dialogi polskie: Katarzyna Krzysztopik
Dźwięk i montaż: Agnieszka Stankowska
Kierownictwo produkcji: Helena Siemińska
Czytał: Krzysztof Banaszyk

## Ciekawostki
- W 1974 roku powstał specjalny odcinek serialu, w którym narrator tłumaczy Brzękusiom, czym jest polityka[2].
- W 1972 roku skradziono oryginalną lalkę Mamy Brzękuś[3]. Do dziś nie została odnaleziona.
- Oryginalna lalka Zupnej Smoczycy została uszkodzona przez myszy[3].
- Oryginalna wersja serialu była nagrywana w stodole[3].
- Do uszycia lalek Brzękusiów użyto 3 km wełny[3].